# Elide Casali
Elide Casali (Bertinoro, 1950) è una storica italiana.

## Biografia
Storica, saggista, già docente di Storia della letteratura italiana presso la Scuola Superiore di Lingue Moderne per Interpreti e Traduttori dell'Università di Bologna (sede di Forlì), dopo la laurea in Storia Moderna con Adriano Prosperi si è formata alla scuola di Piero Camporesi.
Ha indirizzato i propri interessi scientifici sullo studio della tradizione astrologica e magica italiana in età moderna, analizzandola, in una prospettiva storico-culturale, attraverso l'interpretazione della letteratura pronosticante prodotta tra XIV e XVIII secolo.
Alle ricerche in ambito astrologico affianca un interesse per la cultura scientifica seicentesca; parallelamente conduce numerose indagini sui temi del rapporto tra cultura popolare e cultura élitaria. Ha curato, tra l'altro, Letteratura e cultura popolare (Bologna, Zanichelli, 1982), Fiabe romagnole e emiliane, tradotte da Sebastiano Vassalli (Milano, Mondadori, 1995), Sculture di carta e alchimie di parole. Scienza e cultura nell'età moderna. Voci della Romagna (Bologna, Il Mulino, 2008).

## Opere principali
- Il villano dirozzato. Cultura, società e potere nelle campagne romagnole della Controriforma, Firenze, La nuova Italia, 1982
- Le spie del cielo. Oroscopi, lunari e almanacchi nell'Italia moderna, Torino, Einaudi, 2003
- Almanacco Barbanera: segreti d'eterna giovinezza. L'almanacco di Foligno fra tradizione e innovazione, Spello, Editoriale Campi, 2012